# ブレッド (バンド)
ブレッド（Bread）は、1968年にアメリカ合衆国カリフォルニア州ロサンゼルスで結成されたソフトロック・バンド。当初のメンバーはデヴィッド・ゲイツ、ジェイムス・グリフィン、ロブ・ロイヤーの3人である。

## 略歴
バンド結成までは3人共作詞作曲やアレンジまたスタジオ・ミュージシャンとしてアメリカ西海岸一帯で下積みの仕事をしていた。ゲイツとグリフィンの2声ボーカルと、3人とも殆どの楽器を操るマルチ・ミュージシャンからなるバンドである。
レコード・デビューは1969年で、ジャック・ホルツマンのエレクトラ・レコードからファースト・アルバム『ブレッド～灰色の朝』を発表。そのセールスはあまり芳しいものではなかったが、軽快なポップ・ナンバーやミドル・テンポのR&Bナンバー等のオリジナル曲が収められ早くも個性的な作風を漂わす内容であった。なお、このアルバムにはセッション・ドラマーのジム・ゴードンが参加していた。日本では1972年にこのアルバムからシングル・カットされた「灰色の朝」（Dismal Day）が大ヒットした。
1970年にはドラマーのマイク・ボッツを新メンバーに迎えセカンド・アルバム『オン・ザ・ウォーターズ』をリリースし、デヴィッド・ゲイツ作のメロディアスなシングル「二人の架け橋」（Make It With You）が全米1位に輝き、一躍ブレッドの名は世界的なものになった。2作目のアルバムはより多彩な楽曲が収められ更に高度なアレンジを駆使したナンバーが目立つものになっていた。
3作目のアルバム『マナ～神の糧』は1971年にリリース。ゲイツ作の「イフ」（If）は当時チャートの4位まで上がり、その美しい名バラッドは現在までブレッドの曲としては最もポピュラーなナンバーとして知られている。この後、オリジナル・メンバーのロブ・ロイヤーがブレッドをシングル・ヒット・バンドとしてプロモーションし始めたレコード会社の方向性に疑問を感じ脱退する。『マナ～神の糧』は大ヒット曲の「イフ」の他にジェイムス・グリフィンとロブ・ロイヤーのブルージーなR&Bナンバーやカントリー・フレイバーな好ナンバー等が並んでいた。
ロイヤーの後任にはキーボード及びベース・プレイヤーであるウエスト・コーストの有名なスタジオ・ミュージシャン、ラリー・ネクテルが参加し、1971年10月にシングル「愛のわかれ道」を先行リリース、1972年1月に4作目のアルバム『愛の別れ道』（Baby I'm-A Want You）をリリース、4曲のトップ40シングル（内2曲がトップ5）を含んだこのポップ・ロック・アルバムは全米3位の大ヒットを記録し、1973年のグラミー賞ベスト・エンジニア・レコーディング部門にノミネートされた。また同年、ブレッドはベスト・ポップ・ボーカル・グループ部門にもノミネートされている。
5作目の『ギター・マン』は最もロック・テイストにサウンド・メイキングされたアルバムであった。シングルカットされた「ギターマン」はキャッシュボックスのシングルチャートではトップ10にランクインするヒットとなった。しかし1973年6月、ソルトレイクシティでのライブ・コンサート中にゲイツが突然グループを解散することを発表。メンバーは必然的にソロ活動となったがその後、何度か全員でのセッション活動も行っている。またこの年の3月全米ではブレッド初のベスト・アルバムとなる『ベスト・オブ・ブレッド』が発売されており、ビルボード誌では第2位まで上がり翌年までトップ100位以内にチャートインし続け、当時、全米のみで500万枚以上を売り上げる大ベストセラーとなった。
1976年11月、エレクトラ会長ジャック・ホルツマンの要請で「1枚限り」という条件のもと再結成、6作目のアルバム『ロスト・ウィズアウト・ユア・ラヴ』を発表した。内容はアコースティックでよりポップな作風で、全米ツアーも行った。先行シングル「愛のかけら」はチャート9位となった。なお、ブレッドはすべてのレコーディングをメンバーがプロデュース、アレンジ、演奏、またメンバー自らのオリジナル曲で行ったバンドである。
またイギリス独自で発売されたベスト・アルバム『Sound of Bread』は全英アルバムチャートで1位になり、1977年のゴールドディスクが与えられた。この授賞式にはジェイムス・グリフィンは出席せず、ブレッドのリユニオン・ツアーやデヴィッド・ゲイツのソロ・ツアーに参加していたセッション・ギタリストのディーン・パークスが出席している。
1996年には解散時のメンバーで約2年間にわたりワールド・ツアー（全米、南米、ヨーロッパ、オセアニア、南アフリカ、東南アジア）を行っている。日本ツアーも予定されていたが直前でキャンセルされた。パンフレットにはデヴィッド・ゲイツによる挨拶とコメントが日本語で紹介されている。
2005年にジェイムス・グリフィンとマイク・ボッツがそれぞれ癌のため亡くなった。2009年にはラリー・ネクテルも心臓発作で他界した。
2006年、ブレッドはボーカル・グループの殿堂（Vocal Group Hall of Fame）入りを果たした。

## メンバー
- デヴィッド・ゲイツ (David Gates) – ボーカル、ベース、ギター、キーボード、ヴァイオリン、ヴィオラ、パーカッション (1968年–1973年、1976年–1978年、1996年–1997年)
- ジェイムス・グリフィン (James Griffin) – ボーカル、ギター、キーボード、パーカッション (1968年–1973年、1976年–1978年、1996年–1997年) ※2005年死去
- ロブ・ロイヤー (Robb Royer) – ベース、ギター、フルート、キーボード、パーカッション、リコーダー、バック・ボーカル (1968年–1971年)
- マイク・ボッツ (Mike Botts) – ドラム、パーカッション (1969年–1973年、1976年–1978年、1996年–1997年) ※2005年死去
- ラリー・ネクテル (Larry Knechtel) – キーボード、ベース、ギター、ハーモニカ (1971年–1973年、1976年–1978年、1996年–1997年) ※2009年死去

## ディスコグラフィ

### スタジオ・アルバム
- 『ブレッド～灰色の朝』 - Bread (1969年、Elektra)
- 『オン・ザ・ウォーターズ』 - On the Waters (1970年、Elektra)
- 『マナ～神の糧』 - Manna (1971年、Elektra)
- 『愛の別れ道』 - Baby I'm-a Want You (1972年、Elektra) ※全米3位
- 『ギター・マン』 - Guitar Man (1972年、Elektra)
- 『ロスト・ウィズアウト・ユア・ラヴ』 - Lost Without Your Love (1977年、Elektra)

### コンピレーション・アルバム
- 『ブレッド・スーパー・デラックス』 - Super Deluxe (1972年、日本ビクター) ※日本のみの編集盤
- 『ベスト・オブ・ブレッド』 - Best Of Bread (1973年) ※全米2位
- 『ベスト・オブ・ブレッド VOL.II』 - The Best of Bread, Volume 2 (1974年) ※全米32位
- The Sound Of Bread - Their 20 Finest Songs (1977年) ※全英1位
- 『アンソロジー・オブ・ブレッド』 - Anthology of Bread (1985年)
- Retrospective (1996年) ※リマスター盤
- Make It With You And Other Hits (2002年)
- 『ザ・ディフィニティヴ・ポップ・コレクション』 - The Definitive Collection (2006年) ※リマスター盤
- The Works - A 3 CD Retrospective (2007年)
- 『ファイヴ・オリジナル・アルバムズ』 - Original Album Series (2009年)
- The Elektra Years: The Complete Albums Box (2017年) ※ボックスセット

### シングル
- 「灰色の朝」 - "Dismal Day" (1969年)
- "Could I" (1969年)
- "Move Over" (1969年)
- 「二人の架け橋」 - "Make It with You" (1970年) ※全米1位
- "It Don't Matter to Me" (1970年)
- "Let Your Love Go" (1971年)
- 「イフ」 - "If" (1971年) ※全米4位
- 「マザー・フリーダム」 - "Mother Freedom" (1971年)
- 「愛のわかれ道」 - "Baby I'm-a Want You" (1971年) ※全米3位
- 「涙の想い出」 - "Everything I Own" (1972年) ※全米5位
- 「ダイアリー」 - "Diary" (1972年)
- 「ギター・マン」 - "The Guitar Man" (1972年)
- 「スイート・サレンダー」 - "Sweet Surrender" (1972年)
- 「オーブレー」 - "Aubrey" (1973年)
- 「愛のかけら」 - "Lost Without Your Love" (1976年)
- "Hooked on You" (1977年)